# Todd Armstrong
Todd Armstrong, (John Harris Armstrong), född 25 juli 1937 i Missouri, USA, död 17 november 1992 i Butte i Kalifornien, var en amerikansk skådespelare, mest känd för sin roll som Jason i filmen Jason and the Argonauts 1963.

## Filmografi i urval
- 1962 – Five Finger Exercise
- 1963 – Det gyllene skinnet (Jason and the Argonauts)
- 1965 – Fånglägret Changi
- 1966 – Dead Heat on a Merry-Go-Round
- 1967 – A Time for Killing

## TV-serier (i urval)
- 1968 Krutrök - John Eagle Wing/Johnny August (2 avsnitt)
- 1974 Nakia - (1 avsnitt)
- 1975 Hawaii Five-O - Curt Anderson (1 avsnitt)
- 1982 The Greatest American Hero - Ted McSherry (1 avsnitt)

## TV-filmer (i urval)
- 1966 – Scalplock
- 1982 – Shackleton